# Åsa Vilbäck
Åsa Vilbäck, född 20 juni 1974 i Sankt Örjans församling i Skellefteå, är en svensk läkare, krönikör, dokusåpadeltagare och tv-programledare som växte upp i Ursviken i Skellefteå kommun.
Vilbäck deltog i den första säsongen av Expedition Robinson 1997. Därefter har hon gjort många medieframträdanden, bland annat med utvikningsbilder i tidskriften Veckorevyn och Café samt sommarpratat i Sveriges Radios Sommar i P1 1998.
Vilbäck har skrivit krönikor i Dagens Medicin och besvarat medicinska frågor på sidan minbebis.com. Under 2008 och 2009 medverkade hon i hälsoprogrammet Dr Åsa i Sveriges Television där hon svarade på medicinska frågor med hjälp av experter.

## Utmärkelser
Vilbäck tilldelades 2010 priset Årets folkbildare av Föreningen Vetenskap och Folkbildning med motiveringen "har i sitt TV-program Dr Åsa i Sveriges Television på ett sakligt och informativt sätt beskrivit sjukdomar och behandlingar. Genom att hålla en god populärvetenskaplig standard i sina program har Åsa Vilbäck tydligt markerat vikten av evidensbaserad medicin."